# Laxermedel
Laxermedel eller laxativ, även kallat avföringsmedel (latin remedia laxantia, purgantia, drastica), är ett läkemedel som syftar till att orsaka tarmtömning. Det intas oftast som botemedel mot förstoppning, men även som förberedande behandling vid vissa medicinska åtgärder, som till exempel urografi eller inför en operation. Att behandla med laxermedel kallas att göra en laxering. 
Avföringsmedel delas in i två huvudgrupper: bulkmedel och direktstimulerande medel. Bulkmedel innehåller kostfiber som genom sin volym gör att tarmen stimuleras och har lättare att bearbeta materialet. Direktstimulerande medel retar tarmen så att tarmrörelserna, peristaltiken, blir kraftigare. De direktverkande medlen är effektiva, men kan bli beroendeframkallande vid regelbunden användning. Om problemet inte är akut brukar man rekommendera bulkmedel eller ett milt direktstimulerande medel (som ricinolja).
Läkemedlen kan också ge ett ökat tillflöde till tarmen av de vätskor, som avsöndras dels av tarmslemhinnans egna körtlar, dels av levern och bukspottkörteln. Därigenom åstadkommes ökade och tunnflytande uttömningar genom stolgången. Dessa avförande medel kan ge en kraftig retning av tarmkanalen och framkalla en mycket häftig verkan (så kallade drastiska medel, purgativ), såsom krotonolja, gummigutta, kolokvint, jalappa och så vidare, eller verka mildare, till exempel de feta oljorna, förnämligast ricinolja, vidare rabarber, frangula, senna, aloe med flera. 
De ökade peristaltiska rörelserna hos tarmen, som sådana medel framkallar, påskyndar tarminnehållets passage så att detta inte hinner bringas till fastare konsistens i grovtarmen genom dennas uppsugande verkan av vatten. Vattnet i de lösa avföringarna har till stor del inkommit med dryck och föda; endast vid inverkan av mycket häftigt retande medel som förstör tarmslemhinnans epitel kommer vätskan i större mängd direkt från blodet (jämför arsenikförgiftning). Vissa oorganiska salter, särskilt glaubersalt (natriumsulfat) och engelskt salt (bittersalt, magnesiumsulfat) verkar avförande när de intagits tillsammans med riklig mängd vatten, eftersom dessa salter dels själva endast delvis uppsugs ur tarmen och även binder vattnet så att det inte heller uppsuges på vanligt sätt. Glaubersalt är den avförande beståndsdelen i karlsbadervatten och karlsbadersalt; engelskt salt är det verksamma i bittervatten.